# برج آسمان
برج آسمان (به انگلیسی: Sky Tower) برجی مخابراتی و دیده‌بانی در اوکلند نیوزیلند است. کار ساخت این برج از سال ۱۹۹۴ آغاز شد و در سال ۱۹۹۷ پایان یافت. ارتفاع این برج عظیم ۳۲۸متر است. هزینۀ ساخت این برج ۵۰ میلیون دلار آمریکا برآورد شده‌است. به‌طور میانگین روزانه ۱،۱۵۰ نفر از این برج دیدن می‌کنند.

## طبقه‌ها
- طبقۀ ۵۰: اتاق استراحت
- طبقۀ ۵۱: طبقۀ اصلی رصد
- طبقۀ ۵۲: رستوران گردان ۳۶۵ درجه
- طبقۀ ۵۳: رستوران یاشگاه شکر
- طبقۀ ۵۴: طبقۀ آسمان